# Belibu River
Der Belibu River ist ein kleiner Fluss im Norden von Dominica im Parish Saint Andrew.

## Geographie
Der Belibu River entspringt in den Niederungen, auf ca. 180 m über dem Meer, aus demselben Grundwasserleiter wie der östlich benachbarte Duece River. Er fließt stetig nach Norden, durchquert das Gebiet von Savane Paille und kommt bis auf ca. 300 m an den westlichen Nachbarn Pentou River heran, fließt aber dann im westlichsten Zipfel der Bucht von Calibishie in den Atlantik. Östlich des Quellgebiets schließt das Einzugsgebiet des Mamelabou River (Hodges River) an.